# Seis días de Kansas City
Los Seis días de Kansas City fue una carrera de ciclismo en pista, de la modalidad de seis días, que se corrió en Kansas City (Estados Unidos). Su primera edición data de 1908 y duró hasta 1937, disputándose cuatro ediciones.

## Palmarés
| Año       | Ganadores                     | Segundos                       | Terceros                    |
| --------- | ----------------------------- | ------------------------------ | --------------------------- |
| 1907      | Iver Lawson Jim Moran         | Joe Fogler Eddy Root           | Jack Sheerwood George Wiley |
| 1909-1915 | ediciones no realizadas       |                                |                             |
| 1915      | Eddy Maden Reginald McNamara  | Jake Magin Percy Lawrence      | Iver Lawson George Cameron  |
| 1917-1934 | ediciones no realizadas       |                                |                             |
| 1935      | William Peden Piet van Kempen | Alfred Crossley Jimmy Walthour | Joep Clignet Werner Miethe  |
| 1936      | edición no realizada          |                                |                             |
| 1937      | Fred Ottevaire Charles Winter | Harold Nauwens Jack Sheehan    | Alfred Heaton Henri Lepage  |